# Хадакта
Хадакта — село в Улётовском районе Забайкальского края России. Административный центр сельского поселения «Хадактинское».

## География
Село находится в северо-восточной части района, на расстоянии примерно 5 км (по прямой) к северо-востоку от села Улёты, административного центра района.
Климат
Климат характеризуется как резко континентальный с продолжительной холодной малоснежной зимой, тёплым летом и большими перепадами сезонных и суточных температур. Среднегодовая температура воздуха составляет 1,5 — 2 °С. Средняя многолетняя температура самого холодного месяца (января) составляет −24 — −22 °С (абсолютный минимум — −44 °С), температура самого тёплого (июля) — 14 — 16 °С (абсолютный максимум — 38 °С). Среднегодовое количество осадков — 300—500 мм.
Часовой пояс
Село Хадакта находится в часовой зоне МСК+6. Смещение применяемого времени относительно UTC составляет +9:00.

## История
Основано в 1710 году. В советское время в селе работали колхозы им. Блюхера, им. Чапаева и им. Лазо.

## Население
| 2010 | 2021 |
| ---- | ---- |
| 872  | ↘814 |

Национальный состав
Согласно результатам переписи 2002 года, в национальной структуре населения русские составляли 99 % из 1014 чел.

## Улицы
| - ул. Большая, - ул. Колхозная, - ул. Комсомольская, - ул. Молодёжная, | - ул. Мостовая, - ул. Набережная, - ул. Островная, - ул. Партизанская, | - ул. Пионерская, - ул. Тракторная, - ул. Чапаева. |

## Экономика
Сельскохозяйственные предприятия «Луч» и «Труд».

## Инфраструктура
В селе действуют средняя школа, детсад, дом культуры, фельдшерско-акушерский пункт.